# Bradypodion
Genre
Bradypodion est un genre de sauriens de la famille des Chamaeleonidae.

## Répartition
Les espèces de ce genre se rencontrent en Afrique australe.

## Description
Ce sont des caméléons de taille modérée (par rapport aux autres caméléons), parfois appelés caméléons nains : leur taille varie de quelques centimètres à environ 15 centimètres. Ils vivent généralement dans des milieux plus frais, souvent en altitude, jusqu'à 1 000 m. Ils sont ovipares mais pondent des œufs très développés, qui incubent durant assez peu de temps (environ un mois)[réf. nécessaire].

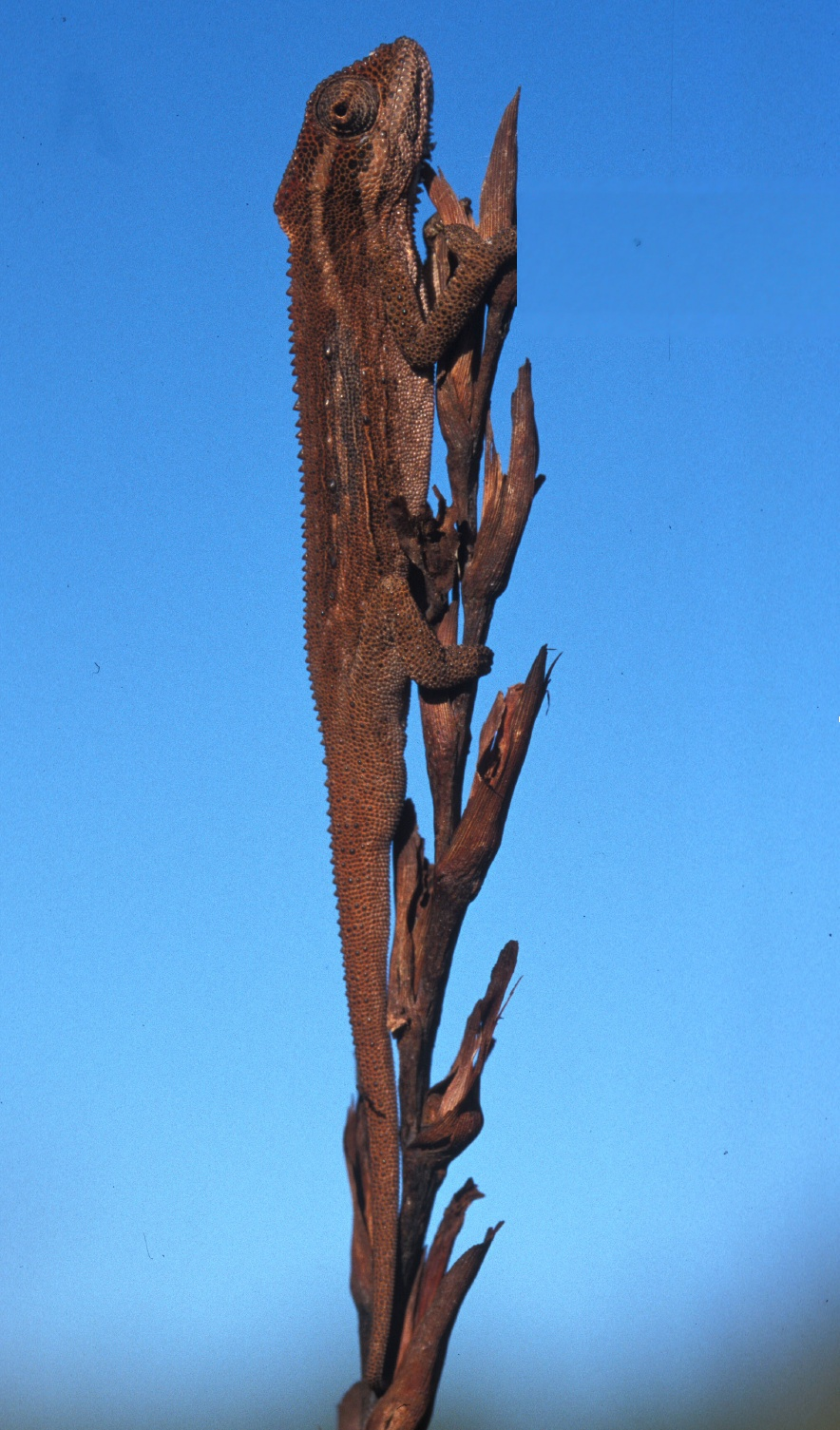
Bradypodion taeniabronchum

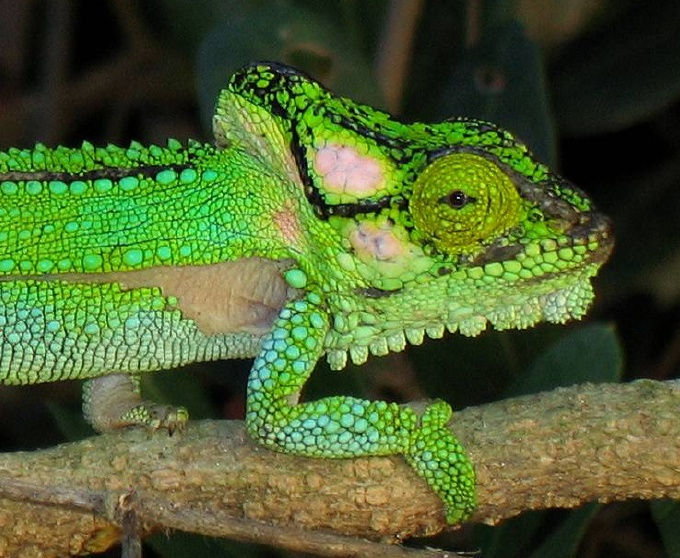
Bradypodion damaranum

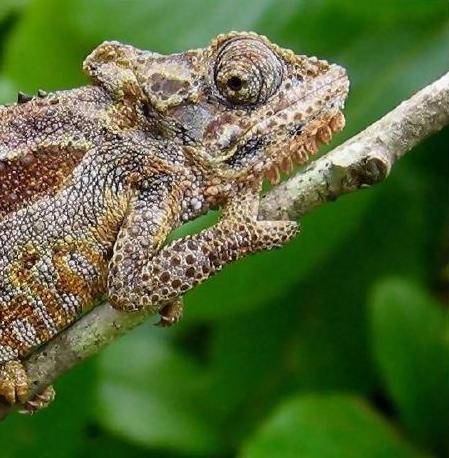
Bradypodion transvaalense

## Liste des espèces
Selon The Reptile Database (20 juin 2022) :
- Bradypodion atromontanum Branch, Tolley & Tilbury, 2006
- Bradypodion barbatulum Tolley, Tilbury & Burger, 2022[3]
- Bradypodion baviaanense Tolley, Tilbury & Burger, 2022[3]
- Bradypodion caeruleogula Raw & Brothers, 2008
- Bradypodion caffer (Boettger, 1889)
- Bradypodion damaranum (Boulenger, 1887)
- Bradypodion dracomontanum Raw, 1976
- Bradypodion gutturale (Smith, 1849)
- Bradypodion kentanicum (Hewitt, 1935)
- Bradypodion melanocephalum (Gray, 1865)
- Bradypodion nemorale Raw, 1978
- Bradypodion ngomeense Tilbury & Tolley, 2009
- Bradypodion occidentale (Hewitt, 1935)
- Bradypodion pumilum (Gmelin, 1789)
- Bradypodion setaroi Raw, 1976
- Bradypodion taeniabronchum (Smith, 1831)
- Bradypodion thamnobates Raw, 1976
- Bradypodion transvaalense (Fitzsimons, 1930)
- Bradypodion ventrale (Gray, 1845)
- Bradypodion venustum Tolley, Tilbury & Burger, 2022[3]

## Phylogénie

### Place au sein desChamaeleonidae
- Chamaeleonidae
  - 
    - Brookesia
    - Palleon

  - 
    - 
      - Rieppeleon
      - Archaius

    - 
      - Rhampholeon
      - 
        - 
          - Bradypodion
          - Nadzikambia

        - Chamaeleo
        - 
          - 
            - Furcifer
            - Calumma

          - 
            - Kinyongia
            - Trioceros

D’après Krystal A. Tolley, Ted M. Townsend et Miguel Vences.

### Arbre phylogénétique du genreBradypodion
- Bradypodion
  - 
    - Bradypodion pumilum
    - Bradypodion damaranum

  - 
    - Bradypodion caffer
    - 
      - 
        - 
          - Bradypodion melanocephalum
          - Bradypodion thamnobates

        - 
          - Bradypodion transvaalense
          - 
            - Bradypodion dracomontanum
            - Bradypodion nemorale

      - 
        - Bradypodion setaroi
        - 
          - Bradypodion occidentale
          - 
            - Bradypodion atromontanum
            - 
              - Bradypodion gutturale
              - 
                - Bradypodion taeniabronchum
                - Bradypodion ventrale

D’après R Alexander Pyron, Frank T Burbrink et John J Wiens.

## Étymologie
Le nom de ce genre vient du grec Bradus podos qui signifie « pied lent ».

## Publication originale
- Fitzinger, 1843 : Systema Reptilium, fasciculus primus, Amblyglossae. Braumüller et Seidel, Wien, p. 1-106 (texte intégral).